# DACOPA
Danish Consensus Platform for Alternatives to Animal Experiments var et udvalg nedsat af justitsministeriet i 2005, efter mange års forarbejde af nu afdøde professor Ove Svendsen.
Det var en national platform under det europæiske netværk ECOPA (European Consensus Platform for Alternatives to Animal Experimentation). Ideen i ECOPA-systemet er at lade repræsentanter for dyreværnsorganisationer, offentlig forskning, privat forskning og myndigheder mødes for at opnå enighed om emner indenfor dyreforsøg. Især med henblik på at fremme de 3 R'er indenfor dyreforsøg (Refinement, Reduction, Replacement).
DACOPA havde følgende sammensætning :
- 2 medlemmer indstillet af dyreværnsorganisationerne DOSO og Dyrenes Beskyttelse
- 2 medlemmer fra industrien udpeget af hhv. Lægemiddelindustriforeningen og af Dansk Industri
- 2 medlemmer fra offentlig forskning udpeget af forskningsrådene
- 2 medlemmer fra myndighederne udpeget af lægemiddelstyrelsen og miljøstyrelsen.

Formanden blev udpeget af justitsministeren.
DACOPA er ikke længere aktivt. Arbejdet på at fremme de 3R'er overgik i 2013 til Danmarks 3R-Center.